# عبدالرحمان سامبا
عبدالرحمان سامبا (انگلیسی: Abderrahman Samba؛ زادهٔ ۵ سپتامبر ۱۹۹۵) ورزشکار دو و میدانی اهل قطر است که بر دوهای سرعت تمرکز دارد و به‌ویژه متخصص مادهٔ دو ۴۰۰ متر بامانع است.

## مسابقات بین‌المللی
| سال  | مسابقه                         | محل برگزاری        | مقام | رویداد              | توضیحات    |
| ---- | ------------------------------ | ------------------ | ---- | ------------------- | ---------- |
| ۲۰۱۷ | مسابقات جهانی                  | لندن، بریتانیا     | هفتم | ۴۰۰ متر با مانع     | ۴۹٫۷۴      |
| ۲۰۱۸ | مسابقات قهرمانی داخل سالن آسیا | تهران، ایران       | اول  | ۴ × ۴۰۰ تر امدادی   | ۳:۱۰٫۰۸    |
| ۲۰۱۸ | بازی‌های آسیایی                 | جاکارتا، اندونزی   | اول  | ۴۰۰ متر بامانع      | ۴۷٫۶۶ GR   |
| ۲۰۱۸ | بازی‌های آسیایی                 | جاکارتا، اندونزی   | اول  | ۴ در ۴۰۰ متر امدادی | ۳:۰۰٫۵۶ AR |
| ۲۰۱۸ | جام قاره‌ای آی‌اِی‌اِی‌اف            | استراوا، جمهوری چک | اول  | ۴۰۰ متر بامانع      | ۴۷٫۳۷ CR   |
| ۲۰۱۹ | مسابقات قهرمانی آسیا           | دوحه               | اول  | ۴۰۰ متر با مانع     | ۴۷٫۵۱ CR   |

## رکوردهای شخصی
| رویداد                          | زمان          | محل     | تاریخ        |
| ------------------------------- | ------------- | ------- | ------------ |
| ۲۰۰ متر                         | ۲۱٫۱۷ ثانیه   | بارسلون | ۸ ژوئن ۲۰۱۶  |
| ۴۰۰ متر                         | ۴۴٫۶۰ ثانیه   | پرتوریا | ۹ آوریل ۲۰۱۹ |
| ۴۰۰ متر بامانع                  | ۴۶٫۹۸ ثانیه   | پاریس   | ۳۰ ژوئن ۲۰۱۸ |
| ۴ در ۴۰۰ متر امدادی             | ۳:۰۰٫۵۸ دقیقه | جاکارتا | ۳۱ اوت ۲۰۱۸  |
| ۴ در ۴۰۰ متر امدادی (داخل سالن) | ۳:۱۰٫۰۸ دقیقه | تهران   | ۳ فوریهٔ ۲۰۱۸ |

همهٔ اطلاعاتِ مربوط به رکوردها بر مبنای صفحهٔ قهرمان در اتحادیهٔ بین‌المللی فدراسیون‌های دو و میدانی است. (آخرین اصلاحات: ۸ مارس ۲۰۱۹)